# العلاقات الأردنية الكردستانية
العلاقات الأردنية الكردستانية تشير إلى العلاقات الثنائية القائمة بين المملكة الأردنية الهاشمية وإقليم كردستان، الإقليم الكردي ذو الحكم الذاتي في شمال العراق.يشير مصطلح "إقليم كردستان" إلى الكيان الإداري الذاتي داخل العراق، بينما يُستخدم "كردستان العراق" كمصطلح جغرافي.
يمثّل الأردن نفسه دبلوماسيًا في الإقليم عبر قنصلية عامة في مدينة أربيل افتُتحت عام 2011، بينما لا يملك الإقليم تمثيلًا دبلوماسيًا في الأردن حتى الآن.
تُوصَف العلاقات بين الطرفين بأنها "تاريخية"، وتعود جذورها إلى علاقات الصداقة التي جمعت الزعيم الكردي مصطفى بارزاني بالملك الحسين بن طلال في ستينيات القرن العشرين.
في أعقاب الاستفتاء الذي نظّمه الإقليم في سبتمبر 2017، صرّح وزير الخارجية الأردني أيمن الصفدي بأن الاستفتاء "شأن داخلي عراقي"، مؤكدًا سياسة الأردن بعدم التدخل في شؤون الدول الأخرى. وفي أغسطس 2018، صرّح القنصل الأردني العام في أربيل بأن العلاقات مع إقليم كردستان "قوية ومتينة"، مؤكدًا على استمرار التعاون الثنائي في مختلف المجالات.

## الاجتماعات رفيعة المستوى
في عام 1996، التقى الزعيم الكردي العراقي المعارض جلال طالباني مع العاهل الأردني الملك الحسين بن طلال بهدف الدفع نحو توحيد صفوف المعارضة العراقية.
خلال افتتاح القنصلية العامة الأردنية في أربيل، قام رئيس الوزراء الأردني آنذاك معروف البخيت بزيارة إلى إقليم كردستان على رأس وفد رسمي ضم وزراء الزراعة سمير حباشنة، والصناعة والتجارة هاني الملقي، والطاقة والثروة المعدنية خالد طوقان، إضافة إلى أربعة وزراء آخرين. وخلال الزيارة، تم توقيع سبع مذكرات تفاهم بين الجانبين.
كما عقد الملك عبد الله الثاني بن الحسين سلسلة من اللقاءات مع رئيس إقليم كردستان مسعود بارزاني، بلغ عددها خمس لقاءات خلال الأعوام: مارس 2007، مايو 2014، مايو 2015، فبراير 2016، ومايو 2017. وفي يناير 2018، التقى رئيس وزراء الإقليم نيجيرفان بارزاني مع الملك عبد الله الثاني خلال مشاركتهما في المنتدى الاقتصادي العالمي في دافوس، ووُصفت العلاقات حينها بأنها "ممتازة". وفي يناير 2019، زار مسعود بارزاني الأردن والتقى بالملك عبد الله الثاني لإجراء مباحثات إقليمية.